# عصمة بن أبير التيمي
عصمة بن أبير بن زيد بن عبد الله بن صريم التيمي الربابي  صحابي، من سادات بنو تيم في الجاهلية والإسلام وأحد حكمائهم، حضر مع قومه في الجاهلية وقعة الكلاب الثاني وقتل سيد القبائل اليمانية في ذلك اليوم عبد يغوث الحارثي، وأدرك الإسلام ووفد إلى النبي ﷺ بإسلام قومه بني تيم من الرباب ، وثبت مع قومه على الإسلام بعد وفاة النبي، وشهد قتال سجاح بنت الحارث في أيام أبي بكر الصديق ، ولما كان بعد وقعة الجمل لجأ إليه عتبة بن أبي سفيان، ومروان بن الحكم، ويحيى بن الحكم وغيرهما من بني أمية فأجارهم، ثم وفي لهم وأوصلهم إلى مأمنهم في الشام

## اسمه ونسبه
هو عصمة بن أبير بن زيد بن عبد الله بن صريم بن وائل بن عمرو بن عبد الله بن لؤي بن عمرو بن الحارث بن تيم بن عبد مناة بن أد بن عمرو بن إلياس بن مُضَر التيمي الربابي 

## في الجاهلية
حضر مع قومه بني تميم يوم الكلاب الثاني، ثم إنه أسر سيد القبائل اليمانية عبد يغوث بن وقاص بن صلاءة الحارثي المذحجي ثم دفعه إلى بني النعمان من تميم فقتلوه، وقد قال أبو عمرو بن العلاء أن يوم الكلاب الثاني كان و النبي ﷺ قد بعث بمكة، ولم يهاجر بعد.

## في الإسلام

### وفادته وإسلامه
ذكر ابن الأثير وابن حجر وغيرهما أنه وفد على النبي ﷺ بإسلام قومه بني تيم من الرباب من تميم.

### ثباته على الإسلام بعد وفاةالنبيﷺوقتاله لأهل الردة
لما تنبأت سجاح بنت الحارث وتبعها بنو تغلب وغيرهم، قالت لهم أعدو الركاب، واستعدوا للنهاب، ثم أغيروا على الرباب، فليس دونهم حجاب، وكان عصمة بن أبير يومها على قومه بني عبد مناة من الرباب من تميم، فاقتتلوا قتالاً شديداً، وكان الظفر فيه للرباب على سجاح ومن معها وقتل منهم قتلى كثيرة، ثم صالحتهم سجاح وأنصرفت من بلادهم إلى اليمامة.

## إجارتهلبني أميةبعدمعركة الجمل
خرج بعد الهزيمة يوم الجمل عتبة بن أبي سفيان، و يحيى بن الحكم الأموي، وعبد الرحمن بن الحكم الأموي فلقيهم عصمة بن أبير التيمي وعرض عليهم أن يجيرهم، فقالوا له من أنت ؟، قال أنا عصمة بن أبير، قالوا نعم، فقال لهم أنتم في جواري إلى الحول، ثم حملهم وأقام عليهم حتى أمنوا، ثم قال لهم أي بلدان الله أحب إليكم ؟، قالوا الشام، فخرج بهم ومعه أربعمائة فارس من قومه بني تيم، حتى أوصلهم إلى بادية كلب بدومة، فقالوا له قد وفيت ياعصمة.
وقيل بل أوصلهم إلى المدينة، وذكر ابن دريد أن عصمة بن أبير قد أجار بعد الجمل مروان بن الحكم معهم وأوصلهم جميعاً إلى المدينة.